# Подслон (Старозагорская область)
Подслон (болг. Подслон) — село в Болгарии. Находится в Старозагорской области, входит в общину Стара-Загора. Население составляет 152 человека.

## Политическая ситуация
Кмет (мэр) общины Стара-Загора — Светлин Танчев (Граждане за европейское развитие Болгарии (ГЕРБ)) по результатам выборов в правление общины. Кметский наместник в селе — Мария Димитрова Кынчева.